# Ode to Billie Joe
Ode to Billie Joe ist ein Song der Sängerin Bobbie Gentry, der sich 1967 zu einem Millionenseller entwickelte. Das Stück handelt von der heimlichen Zuneigung eines jungen Paares im Mississippi-Delta und dem Sprung Billie Joe McAllisters von der Tallahatchie-Brücke.

## Inhalt des Songs
Der Text der Ode to Billie Joe lässt den Hörer die Vorkommnisse aus dem Tischgespräch einer Bauernfamilie zusammenfügen. Die Ich-Erzählerin, Tochter der Familie, berichtet von Feldarbeit und dem anschließenden Abendessen, bei dem die Mutter erwähnt, dass Billie Joe McAllister von der Tallahatchie-Brücke gesprungen sei. Die Mutter fragt die Tochter, warum sie noch keinen einzigen Bissen zu sich genommen habe. Sie erzählt, dass man Billie Joe mit einem Mädchen, das der Tochter ähnele, gesehen habe. Die beiden hätten etwas von der Tallahatchie-Brücke geworfen.
In der fünften und letzten Strophe ist ein Jahr vergangen. Der Bruder hat geheiratet und arbeitet nun in Tupelo (Mississippi). Der Vater ist an einer Virusinfektion gestorben und die Mutter in Schwermut gefallen. Die Tochter verrät von sich nur, viel Zeit am Choctaw Ridge mit dem Pflücken von Blumen zu verbringen, die sie von der Brücke in das schlammige Wasser des Flusses werfe.
Die Komponistin Gentry, die aus Chickasaw County (Mississippi) im ehemaligen Siedlungsgebiet der Choctaw-Indianer stammt, löste die textlichen Rätsel nie auf. Sie erzählte dem Autor Fred Bronson, dass jeder Hörer seine eigene Idee hineininterpretieren könne. Die wirklich vom Song ausgehende Botschaft bestehe darin, wie unbekümmert die Familie über den Suizid rede und dabei nicht bemerke, dass die Freundin des Getöteten mit am Tisch sitzt. Die Brücke über den Tallahatchie River in Money in Mississippi gibt es wirklich; sie stürzte im Juni 1972 ein und wurde neu errichtet.

## Entstehungsgeschichte
Musikproduzent Kelly Gordon von Capitol Records erhielt im Februar 1967 einige Demoaufnahmen mit eigener Gitarrenbegleitung auf einer Martin von Bobbie Gentry. Capitol Records interessierte sich für die Demoaufnahme von Mississippi Delta und weniger für die Ballade Ode to Billie Joe, denn man vermutete zunächst, dass es in deren Text verschlüsselt um eine Abtreibung ginge. Zudem ließe sich dieser ursprünglich sieben Minuten dauernden Ballade keine Rhythmus-Sektion hinzufügen.
Nachdem diese Hindernisse beseitigt werden konnten, erwarb Capitol das Mastertape am 13. März 1967, und Gentry erhielt am 13. Juni 1967 einen Plattenvertrag bei Capitol Records. Arrangeur Jimmy Haskell bekam den kurzfristigen Auftrag, dem Gesang und der Begleitung mit bluesiger Akustikgitarre von Gentry ein Geigenarrangement hinzuzufügen. Haskell war vom kinoreifen Text begeistert und unterlegte ihn mit vier Violinen und zwei Celli. Gentrys südstaatengeprägte, unterkühlte Stimme dominierte das Arrangement. Die Aufnahmesession fand am 10. Juli 1967 in den Capitol Records Studio C in Hollywood statt, und Kelly Gordon verkürzte die Aufnahme auf radiofreundlichere 4:13 Minuten Spieldauer.

## Veröffentlichung und Erfolg
Capitol Records veröffentlichte zunächst Mississippi Delta als A-Seite, doch Ode to Billie Joe bekam im Radio mehr Aufmerksamkeit geschenkt. Die Single unter der Katalog-Nr. Capitol Records 5950 erschien am 11. Juli 1967 und blieb für vier Wochen auf dem ersten Rang der US-Hitparade. Ode to Billie Joe wurde auch ein Nummer-eins-Hit in Kanada. Bereits in den ersten drei Wochen nach Veröffentlichung gingen 750.000 Exemplare über die Ladentheke, insgesamt zwei Millionen in den USA und weltweit mehr als drei Millionen. Die Zeitschrift Life zeigte in seiner Ausgabe vom 10. November 1967, wie Bobbie Gentry über die Originalbrücke spaziert.
Das Lied erhielt vier Grammy Awards, und zwar drei für Bobbie Gentry (Best Vocal Performance (Female), Best Contemporary Female Solo Vocal Performance und Best New Artist) sowie einen für Jimmy Haskell (Best Arrangement Accompanying Vocalists). Ab 27. Juli 1967 begannen die Studioarbeiten am gleichnamigen Album, das nach Veröffentlichung für zwei Wochen die LP-Charts anführte. Die Ballade rangiert auf Rang 274 der Songs of the Century.

## Coverversionen
Insgesamt gibt es mindestens 87 Coverversionen. Noch im selben Jahr brachte King Curtis eine Instrumentalversion heraus (September 1967), es folgten insbesondere Brook Benton (September 1967), Joe Dassin mit Marie-Jeanne (Oktober 1967), Lou Donaldson (Oktober 1967), The Ventures (Dezember 1967), Nancy Wilson (Januar 1968), Tammy Wynette (Januar 1968), Booker T. & the M.G.’s (April 1968), Joe Tex (Juli 1968), Sinéad O’Connor (September 1995) oder The Residents (Juli 2010).

## Verfilmung
Der gleichnamige Kinofilm (deutscher Verleihtitel Die Verführung; US-Premiere: 4. Juni 1976) beinhaltet den Song, die in ihm zitierten Namen und gibt eine Erklärung für die Geheimnisse des Liedtextes. Im Film wird von der Brücke eine Stoffpuppe geworfen, und Billie Joe McAllister springt wegen des ungelösten Konflikts zwischen seiner Homosexualität und der Freundschaft zu Sally Jane Ellison in den Fluss.